# Vincenzo Nardiello
Vincenzo Nardiello (Stoccarda, 11 giugno 1966) è un ex pugile italiano, olimpionico a Seul 1988, campione d'Europa e del mondo dei pesi supermedi.

## Biografia
Vincenzo Nardiello nasce a Stoccarda e poi si trasferisce ad Acilia (Roma), dove il padre Raffaele, maestro di boxe, apre una palestra di pugilato. Ivi incrocia i primi pugni. 

### Carriera tra i dilettanti
Nel 1984, a Pesaro è campione italiano dilettanti nei superleggeri. Nel 1986, a Messina, si ripete nei superwelter e a Bologna, nel 1987, nei pesi medi.
Veste la maglia azzurra alle Olimpiadi di Seul del 1988, nei pesi superwelter. Batte il samoano Likou Aliu per KO al terzo round, Quinn Paynter delle Bermuda per KO al secondo round ma ai quarti di finale si trova a combattere con il sudcoreano Park Si-Hun, beniamino del pubblico locale. Domina chiaramente due riprese ed in quella più equilibrata il coreano è richiamato ufficialmente per un colpo sotto la cintura. Il giudice tedesco Baumgardt e l'uruguayano Duran danno l'italiano vincente rispettivamente per 60-57 e 60-58. Il keniano Wachanga invece attribuisce la vittoria a Park per 59-58 e gli altri due giudici, l'algerino Kourad e l'indonesiano Gedoan, il pareggio (59-59) con preferenza al coreano. Quindi, il verdetto finale attribuisce la vittoria al sudcoreano per 3-2. Nardiello lascia l'impianto protestando violentemente, accompagnato dal rappresentante italiano Mario Pescante che grida ai giudiciː «Vergogna, siete dei ladri!».
La vittoria controversa di Park si ripeté anche nella finale. A farne le spese fu lo statunitense Roy Jones Jr.. Dopo questa vicenda, del pugile coreano non si ebbero più notizie.

### Carriera tra i professionisti
Nardiello passa professionista subito dopo le Olimpiadi nella scuderia Totip di Umberto Branchini. Dopo aver conseguito una striscia iniziale di 17 combattimenti tutti vinti (11 prima del limite), è designato per contendere al panamense Victor Cordoba il titolo mondiale WBA dei pesi supermedi. Ancora troppo inesperto per un match di tale livello, il 13 dicembre 1991 perde a Parigi-Bercy per knock-out tecnico alla undicesima ripresa. 
Esattamente un anno dopo, ad Ariccia, supera il britannico Fidel Castro Smith e conquista il titolo europeo. Lo cede alla prima difesa il 17 marzo 1993 a Campione d'Italia al britannico Raymond Close per ferita al decimo round.
Il 26 novembre 1993 riconquista il titolo europeo dei supermedi, resosi vacante, battendo ai punti il compagno di palestra Mauro Galvano, al Palaghiaccio di Marino. 
Lo perde nuovamente a Tolone alla prima difesa contro il modesto francese Frédéric Sellier. 
Il 22 luglio 1995, a Millwall, sale sul ring per contendere al terribile picchiatore Nigel Benn, già due volte vincitore su Galvano, il titolo mondiale WBC dei supermedi. Benn lo sconfigge per Kot in otto riprese. Combatte ancora per l'europeo ad Halifax contro Henry Warthon ma, dopo messo l'avversario al tappeto alla quinta ripresa, è costretto alla sospensione del match al sesto round per ferita all’occhio, con la conseguente sconfitta. 
La buona figura dimostrata gli permette di essere nuovamente designato come sfidante al titolo WBC contro Thulani Malinga, succeduto a Benn come campione del mondo. A Manchester, il 6 luglio 1996, conquista finalmente la cintura mondiale, battendo il sudafricano ai punti pur con verdetto contrastato. È il primo supermedio italiano a vincere un titolo mondiale fuori casa.
Tre mesi dopo, al Forum di Assago, a Milano, alla prima difesa cede nuovamente per un taglio all’arcata sopracciliare sinistra ed una microfrattura alla mano sinistra, contro l’inglese Robin Reid per Kot dopo sette round. Nel 1997 combatte solo tre match, mentre nel 1998 rimane inattivo. Ha una nuova occasione di tornare in possesso del titolo il 13 febbraio 1999 a Newcastle contro Richie Woodhall. Riesce a mettere al tappeto l’avversario nel quinto round ma è poi atterrato sia al quinto che al sesto round, quindi è fermato dal suo angolo per getto della spugna. 
Dopo un ultimo vittorioso incontro appende i guantoni al chiodo.

### Cronaca
Nardiello è stato coinvolto in alcuni episodi di cronaca per i quali ha avuto problemi con la giustizia. In particolare, per aver minacciato e insultato la sua compagna e, in seguito, per aver richiesto con minacce crediti per conto di terzi.